# Kullen (film)
Kullen (engelska: The Hill) är en brittisk långfilm från 1965 i regi av Sidney Lumet, med Sean Connery, Harry Andrews, Ian Bannen och Alfred Lynch i rollerna.

## Rollista
| Sean Connery     | – Joe Roberts             |
| Harry Andrews    | – R.S.M. Wilson           |
| Ian Bannen       | – Harris                  |
| Alfred Lynch     | – George Stevens          |
| Ossie Davis      | – Jacko King              |
| Roy Kinnear      | – Monty Bartlett          |
| Jack Watson      | – Jock McGrath            |
| Ian Hendry       | – Staff Sergeant Williams |
| Michael Redgrave | – The Medical Officer     |
| Norman Bird      | – Commandant              |
| Neil McCarthy    | – Burton                  |
| Howard Goorney   | – Walters                 |
| Tony Caunter     | – Martin                  |

## Utmärkelser
- BAFTA
  - Vann: Bästa brittiska foto (svartvit) (Oswald Morris)
  - Nominerad: Bästa brittiska skådespelare (Harry Andrews)
  - Nominerad: Bästa brittiska scenografi (svartvit) (Herbert Smith)
  - Nominerad: Bästa brittiska film (Sidney Lumet)
  - Nominerad: Bästa brittiska manus (Ray Rigby)
  - Nominerad: Bästa film (Sidney Lumet)
- Filmfestivalen i Cannes
  - Vann: Bästa manus (Ray Rigby)
  - Nominerad: Guldpalmen (Sidney Lumet)